# Acanthinucella
Acanthinucella là một chi ốc biển, là động vật thân mềm chân bụng sống ở biển trong họ Muricidae, họ ốc gai.

## Các loài
Các loài thuộc chi Acanthinucella bao gồm:
- Acanthinucella paucilirata (Stearns, 1871)[2]
- Acanthinucella punctulata (Sowerby, 1835)[3]
- Acanthinucella spirata (Blainville, 1832)[4]